# Героично фентъзи
Героичното фентъзи е под-жанр на фантазито, в които се разказва за измислени и героични приключения.

## Характеристики
Често главният герой, който е неизвестен и непознат за света, иска да стане шампион. В същото време той кралски корени, за които не знае. Въпреки че случващите се действия обикновено са извън контрол им, те са отговорни, тъй като се тестват в много духовни и физически изпитания.

## История

### 19-и и 20 век
Първоначално, посредствoм другите ранни фантазни истории на деветнадесети и двадесети век, писателя Робърт Хауърд пише разкази за варварски герой на име Конан. А те са за фантастични приключения с „кралска доза от свръхестественото.“ Други автори на все още тогава неназования жанр са Уилям Морис, Еванджелин Уолтън и Клайв Стейпълс Луис. 

### 21 век
Много нови автори променят, поне отчасти, традиционните концепции на герои и дори на доброто и злото. Те са склонни като Джордж Мартин, обърт Джордан или Робин Хоб, да използват няколко гледни точки за „герои“ или „злодеи“ да предадат разликата между тези две категории.

## Избрани автори
- Фриц Лейбър
- Дейвид Гимел
- Патрик Ротфус
- Д Р Едисон
- Джесика Аманда Салмонсон
- Чарлз Сондърс
- Едгар Бъроуз
- Карл Едуард Вагнер
- Майкъл Муркок
- Робърт Хауърд
- Робърт Джордан
- Ричард Адамс
- Жаклин Кери
- Мерцедес Лейки
- Лойд Александър
- Кристофър Паолини
- Тери Гудкайнд
- Джо Абъркромби
- Робърт А. Салваторе
- Брандън Сандерсън
- Дейвид Смит С.
- Ричард Тиърни Л.
- Джанет Морис
- Крис Морис
- Джо Бонадона
- Тед „Т. С.“ Рипел